# Provåker

Provåker är en by med cirka 30 invånare som vid Öre älv mellan Örträsk och Bjurholm.
Byn präglas av öppen åkermark som övergår i ett skogslandskap insprängt mellan Balbergets utposter och Öre älvdal. Namnet Provåker kom till i samband med att nybyggarna från byn Sörfors, på andra sidan älven, letade ny åkermark att bruka. I Provåker har en gång funnits taxiverksamhet, skola och sågverk.